# Mario Nocentini
Mario Nocentini (* 31. März 1927 in Monaco; † 1. Oktober 1984 ebenda) war ein monegassischer Fußballspieler.

## Karriere
Der Abwehrspieler Nocentini stammte aus dem Fürstentum Monaco und spielte ab 1944 für den lokalen Verein AS Monaco, welcher am traditionell am französischen Ligenbetrieb teilnimmt. 1948 erhielten die Monegassen die Lizenz für die zweite Liga, allerdings konnte der junge Spieler in der darauffolgenden Saison 1948/49 noch keine Einsätze verbuchen. Im Sommer 1949 gelang ihm dennoch der Wechsel zum französischen Erstligisten Olympique Marseille. Zu einer Zeit, in der Ein- und Auswechslungen noch nicht möglich waren, musste er sich in Marseille zunächst mit einer Reservistenrolle begnügen. Am 11. September 1949 stand er bei einem 1:1 gegen Stade Rennes erstmals in der Startelf und gab somit sein Profidebüt. Im weiteren Saisonverlauf folgten gelegentliche Berücksichtigungen. In der Spielzeit 1951/52 wurde er zunächst überhaupt nicht berücksichtigt, rückte in der Rückrunde dann jedoch in die erste Elf auf. Mit dieser erlebte er einen starken sportlichen Abwärtstrend, der auf dem Drittletzten Tabellenrang endete und nur dank einer erfolgreich überstandenen Relegationsrunde nicht zum Abstieg führte. Nocentini konnte daran anschließend seinen Stammplatz verteidigen, verpasste während der Saison 1952/53 keine Ligabegegnung und wurde mit seiner wieder erstarkten Mannschaft Sechster. Bereits im darauffolgenden Jahr rutschte Marseille allerdings wieder in die Abstiegszone und konnte den Sturz in die zweite Liga nur knapp vermeiden. 1954 verließ er den Verein nach fünf Jahren mit 86 Erstligabegegnungen und schloss sich wieder der AS Monaco an.
Monaco spielte inzwischen ebenfalls in der höchsten Spielklasse und setzte dabei auf eine Mannschaft, die zum wesentlichen Teil aus französischen Spielern bestand. Im Zeitraum von 1948 bis 2006 schafften es lediglich elf Monegassen in die Mannschaft, von denen sieben mehr als zehn Einsätze bestreiten konnten. Nocentini konnte sich als Angehöriger dieser kleinen Gruppe in der Saison 1954/55 als Stammspieler etablieren. Er war Teil einer stabilen Defensive, die gemeinsam mit dem Vizemeister Toulouse FC die wenigsten Gegentreffer aufwies, was aber aufgrund des schwachen Sturms und einer sehr ausgeglichenen Tabellensituation nur knapp zum Klassenverbleib reichte. Die Spielzeit 1955/56 verlief dagegen äußerst erfolgreich und endete auf dem dritten Tabellenrang, wobei das Team lediglich zwei Punkte hinter dem Nachbarklub OGC Nizza zurückblieb und einen Gewinn der französischen Meisterschaft entsprechend knapp verpasste. Nocentini hatte daran allerdings fast keinen Anteil, da er nicht über zwei Saisoneinsätze hinausgekommen war und sich bereits im Oktober 1955 dem Zweitligisten SO Montpellier angeschlossen hatte.
In Montpellier verbrachte er seine einzige Zweitligaspielzeit, während der er an insgesamt 16 Begegnungen teilnahm und einen Treffer erzielte. Im Sommer 1956 kehrte er zur AS Monaco zurück, war dort aber nur noch für die zweite Mannschaft vorgesehen. Im Verlauf der Saison 1957/58 durfte Nocentini nochmals eine Erstligapartie bestreiten, was seinen 27. und letzten Einsatz für die erste Mannschaft der AS Monaco darstellte. 1958 beendete er seine Spielerlaufbahn. Er starb 1984 mit 57 Jahren in Monaco.